# Italo Gariboldi

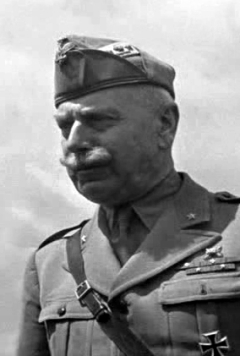
Italo Gariboldi

Italo Gariboldi (* 20. April 1879 in Lodi; † 9. Februar 1970 in Rom) war ein italienischer General und 1941 Generalgouverneur von Italienisch-Libyen.

## Militärische Laufbahn

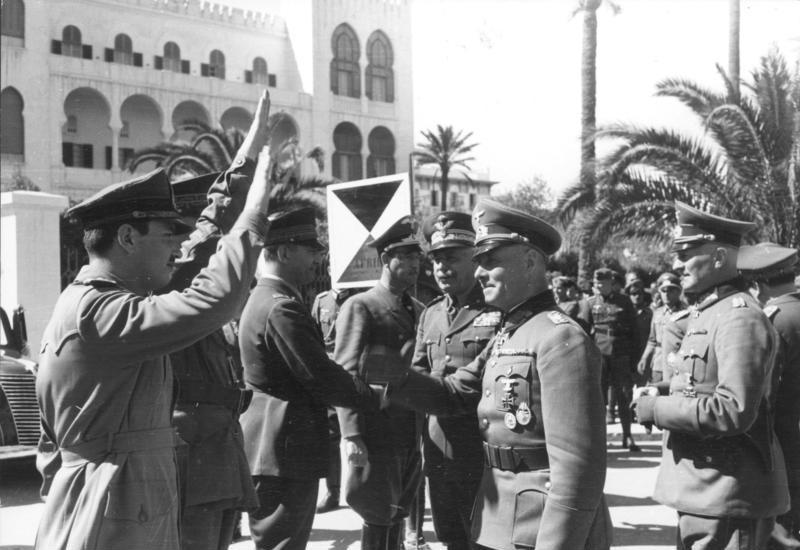
Erwin Rommel (Mitte vorne) und Johannes Streich (rechts) werden bei ihrer Ankunft in Tripolis am 12. Februar 1941 vom italienischen Oberbefehlshaber Italo Gariboldi (Mitte) und weiteren Offizieren begrüßt

Gariboldi wurde nach seiner Ausbildung an der Militärakademie Infanterieoffizier. Während des Ersten Weltkriegs diente er als Generalstabsoffizier und führte Verbände im Cadore und auf dem Monte Grappa.
Nach dem Krieg war er Chef des Stabes von zwei Divisionen und dann Vorsitzender einer Kommission, die die Festlegung der Grenzen zu Jugoslawien vorbereitete. In den 1930er Jahren war Gariboldi u. a. Leiter der Accademia Militare di Modena und diente in Italienisch-Ostafrika. Von 1939 bis 1941 befehligte er die im Nordwesten Libyens stationierte 5. Armee.
Nachdem Rodolfo Grazianis 10. Armee im Nordosten von den Briten geschlagen und Graziani nach Italien zurückbeordert worden war, wurde Gariboldi dessen Nachfolger als Generalgouverneur. Als solcher war er formal auch Befehlshaber aller Truppen der Achsenmächte in Nordafrika (siehe auch: Afrikafeldzug). Von 1942 bis Anfang 1943 befehligte Gariboldi die italienische 8. Armee in der Sowjetunion. Für seinen Einsatz an der Ostfront wurde ihm am 2. April 1943 das Ritterkreuz verliehen. Als im September 1943 der Waffenstillstand zwischen Italien und den Alliierten in Kraft trat, nahmen ihn deutsche Truppen fest. Die deutsche Besatzungsmacht in Italien verurteilte ihn zu 10 Jahren Haft, er kam jedoch durch die Befreiung frei und zog sich anschließend ins Privatleben zurück.
Sein Sohn Mario Gariboldi (1920–2004) wurde Generalleutnant.